# Ріхард Ніколас Куденгофе-Калерґі
Граф Ріхард Ніколас Куденгофе-Калерґі (нім. Richard Nikolaus Coudenhove-Kalergi) (яп. 青山 栄次郎, досл. «Ейдзіро Аояма») (16 листопада 1894 Токіо, Японська імперія — 27 липня 1972 Шрунс, Блуденц, Форарльберг, Австрія)  — засновник Пан'європейського руху (1923), генеральний секретар Європейського парламентського союзу (1947), перший лауреат премії Карла Великого за видатний внесок у європейську інтеграцію. Брат католицької письменниці Іди Фрідеріке Ґеррес.

## Життєпис
Автор ідеї, яку пізніше розвинув Ж. Моне і оприлюднив Р. Шуман, про об'єднання вугільних і сталеливарних ресурсів Франції та Німеччини. Завдяки його зусиллям 1926 року перший конгрес Пан'європейського руху у Відні зібрав 2000 учасників з 24 країн. У своїй промові на конгресі Куденгофе-Калерґі вперше висловив ідею «Сполучених Штатів Європи», підхоплену після Другої світової війни В. Черчиллем. 1947 року в місті Гштааді (Швейцарія) заснував Європейський парламентський союз з метою розробки європейської Конституції. Європейський конгрес 1948 року в Гаазі об'єднав різні організації, зокрема і Європейський парламентський союз, у «Європейський рух». З 1952 по 1965 рр. Куденгофе-Калерґі був його почесним президентом.

## Походження
Його прабабусею була польська піаністка та покровителька мистецтв Марія Калерґіс (1822-1874). Її донька Марія Калерґі (1840-1877), 1857 року в Парижі одружилася з дипломатом Францем-Карлом Куденгове (1825-1893). А їх старший син Генріх одружився з японкою Міцуко Аояма і в 1903 році отримав право називатися графом Куденгове-Калерґі (Куденгоф-Калерґі).